# Le Magicien (série télévisée, 1986)
Pour les articles homonymes, voir Le Magicien.
Le Magicien (The Wizard) est une série télévisée américaine en 19 épisodes de 42 minutes, créée par Michael Berk, Douglas Schwartz et Paul B. Radin et diffusée entre le 9 septembre 1986 et le 12 mars 1987 sur le réseau CBS.
En France, la série a été diffusée à partir du 24 décembre 1988 sur TF1, dans l'émission La Une est à vous. Elle a notamment été rediffusée sur TF1 et RTL TV jusqu'en 1993 puis à partir de 1993 sur M6 puis de 1999 à 2000 sur La Cinquième et à partir de septembre 2000 sur France 3 et RTL9.

## Synopsis
Simon McKay est un brillant et génial inventeur, au grand cœur malgré sa petite taille. Il conçoit des jouets pour les enfants, des appareils pour handicapés, et des inventions pour le gouvernement. Dans ses aventures, il est toujours secondé par Tillie Russell, sa femme de ménage, et par Alex Jagger, un agent du gouvernement chargé de le protéger de ceux qui voudraient le forcer à mettre son génie au service de causes peu honorables. Ils combattent le crime et viennent en aide à ceux qui en ont besoin.

## Distribution
- David Rappaport (VF : Jean-Pierre Leroux) : Simon McKay
- Douglas Barr (VF : Hervé Bellon) : Alex Jagger
- Fran Ryan (VF : Liliane Gaudet) : Tillie Russell

## Épisodes
1. Association de bienfaiteurs (El Dorado)
2. Les Retrouvailles (Reunion)
3. Justice pour les fantômes (Haunting Memories)
4. Il faut le voir pour le croire (Seeing is Believing)
5. Le Hogi et la Commissaire (An Inside Job)
6. Le Cheval travesti (Born to Run)
7. Un avion mal acquis ne profite jamais (The Other Side)
8. Le téléphone sans fil (Twist of Fate)
9. Personne n’est parfait (Nobody’s Perfect)
10. Le Chimpanzé cambrioleur (It Takes a Chimp)
11. Enfant ou animal (Endangered Species)
12. Le Langage des étoiles (Trouble in the Stars)
13. La Danseuse (The Heart of a Dancer)
14. La Tribu (Never Give Up)
15. Rêve à dormir debout (Daydream Believer)
16. Le Coup de la chouette (Gypsies, Tramps and Thieves)
17. Le Poignard aztèque (The Aztec Dagger)
18. Papa Simon (Papa Simon)
19. H.E.N.R.I. VIII (H.E.N.R.I. VIII)

## Commentaires
- Dans l'épisode 13 (La Danseuse), lors de la poursuite dans les plateaux de cinéma, on peut entrevoir un panneau où il est écrit The Fly.
- Dans l'épisode 17 (Le Poignard aztèque), Le mentor de Simon est une parodie d'Indiana Jones.
- Dans l'épisode 19 (HENRI VIII), le robot HENRY VIII est une référence au film Short Circuit, réalisé en 1986 par John Badham; un clin d’œil à E.T. est à noter quand le robot prend un téléphone dans le laboratoire de Simon.
- Quelques épisodes de la série sont proches, voire de pures copies d'autres séries de la décennie. Ainsi, l'épisode Enfant ou animal est une copie stricte d'un épisode de la série Manimal, La femme louve (n°4) ; l'épisode Le cheval travesti propose un scénario à peine modifié par rapport à l'épisode Un enjeu d'importance (toujours de Manimal, n°5). Cela s'explique par le fait que les scénaristes Michael Berk et Douglas Schwartz, créateurs de la série, avaient écrit ceux de Manimal.